# ぎりぎりをせめるので続くだけやります法律お笑い
『ぎりぎりをせめるので続くだけやります法律お笑い』（ぎりぎりをせめるのでつづくだけやりますほうりつおわらい）とは、2024年10月17日よりフジテレビ（関東ローカル）で放送されているミニ番組である。略して「ぎり笑（ぎりわら）」。

## 概要
専門職と芸人の2つの顔を持つ「専門家芸人」が披露する各業界に関わるネタで、その業界の“法律”を学ぶ。「出演者がネタを披露→まとめがでる→太田がコメントを一言添える」流れになっている。
2025年1月27日放送分はフジテレビの一連の不祥事の記者会見の中継を受けて放送は中止。同年2月17日より放送が休止されることが発表された。次回放送日は未定。
太田光によれば、元々この枠は「（太田光代）社長が作った枠」で、昨今の（TikTok、YouTube ショート等）ショート動画流行りの流れにも沿った「ミニ枠のバラエティー」を狙ったものだったという。しかし、フジテレビの一連の騒動で番組スポンサーが軒並み降板しているため「撮った分をタダで流すだけはもったいないじゃん」「しばらくスポンサーが戻ってくるまでは休止にしましょうねっていうこと」で放送休止に至った、と説明している。既に収録済みながら未放送分のものも10本以上あるため「もしまたスポンサーが買っていただいたら、その時まで温存して流しましょうねっていうつもり」だという。

## 放送時間
- 月曜21:54 - 22:00（JST）
  - 「月9ドラマ」の拡大版などによってずれる事がある。
  - 2024年12月30日放送分は『超ド級!世界のありえない大賞』（19:00 - 23:03）のため23:03に繰り下げ、また22時台ミニ番組『ビジネスSwitch 〜時代を照らす企業の戦略〜』が23:09に繰り下がり、更に23:15 - 翌0:15に『堂本兄弟2024』が編成されたため、放送時間が『ビジネスSwitch』共々4分に縮小された（2分縮小）。

## 声の出演
- 太田光（爆笑問題）

## 各回放送内容
コンビで出演した際、放送内容に沿ったメンバーの名前が紹介される。
| 回                      | 放送日         | 出演者                             | 内容                             | 備考                |
| ----------------------- | -------------- | ---------------------------------- | -------------------------------- | ------------------- |
| 1                       | 2024年10月7日  | 藤元達弥（弁護士）                 | 「不倫の相場」                   | 22:09に放送         |
| 1                       | 2024年10月7日  | こたけ正義感（弁護士）             | おかしな法律                     | 22:09に放送         |
| 2                       | 2024年10月14日 | 藤元達弥（弁護士）                 | 「黙秘権大事」                   |                     |
| 2                       | 2024年10月14日 | こたけ正義感（弁護士）             | 食品表示基準                     |                     |
| 3                       | 2024年10月21日 | 藤元達弥（弁護士）                 | 「５年」                         |                     |
| 3                       | 2024年10月21日 | マシンガンズ                       | 9割ルールなど                    |                     |
| 4                       | 2024年10月28日 | 藤元達弥（弁護士）                 | 「離婚（財産分与）」             |                     |
| 4                       | 2024年10月28日 | ドドん                             | 焼香                             |                     |
| 5                       | 2024年11月4日  | 藤元達弥（弁護士）                 | 「保釈の相場」                   |                     |
| 5                       | 2024年11月4日  | マシンガンズ                       | スプレー缶の捨て方               |                     |
| 6                       | 2024年11月11日 | こたけ正義感（弁護士）             | 「平日」の定義など               |                     |
| 6                       | 2024年11月11日 | ドドん                             | 埋葬方法                         |                     |
| 7                       | 2024年11月18日 | 藤元達弥（弁護士）                 | 「Ｗ不倫の歌」                   |                     |
| 7                       | 2024年11月18日 | こたけ正義感（弁護士）             | 言葉の定義                       |                     |
| 8                       | 2024年11月25日 | こたけ正義感（弁護士）             | おかしな法律                     |                     |
| 8                       | 2024年11月25日 | マシンガンズ                       | ペットボトルなど                 |                     |
| 9                       | 2024年12月2日  | 藤元達弥（弁護士）                 | 「自己破産の歌」                 |                     |
| 9                       | 2024年12月2日  | ドドん                             | お釈迦様の遺骨                   |                     |
| 10                      | 2024年12月9日  | 藤元達弥（弁護士）                 | 「どこが違うかな」               |                     |
| 10                      | 2024年12月9日  | こたけ正義感（弁護士）             | おかしな法律                     |                     |
| 11                      | 2024年12月16日 | 藤元達弥（弁護士）                 | 「法廷の座る位置」               |                     |
| 11                      | 2024年12月16日 | ドドん                             | 宗教法人の課税                   |                     |
| 12                      | 2024年12月23日 | 藤元達弥（弁護士）                 | 「公正証書の歌」                 |                     |
| 12                      | 2024年12月23日 | こたけ正義感（弁護士）             | 裁判の傍聴                       |                     |
| 13                      | 2024年12月30日 | 藤元達弥（弁護士）                 | 「留置所に差し入れできる物」     | 23:03に放送（先述） |
| 13                      | 2024年12月30日 | ドドん                             | 煩悩の歌                         | 23:03に放送（先述） |
| 14                      | 2025年1月6日   | 藤元達弥（弁護士）                 | 「こんなときどうしたらいいかな」 |                     |
| 14                      | 2025年1月6日   | 観音日和（僧侶）                   | お歳暮ランキング                 |                     |
| 15                      | 2025年1月13日  | 藤元達弥（弁護士）                 | 「顧問契約の歌」                 | 22:43に放送         |
| 15                      | 2025年1月13日  | 井たくま（医者）                   | 医者の「見栄を張る」             | 22:43に放送         |
| 16                      | 2025年1月20日  | 藤元達弥（弁護士）                 | 「痴漢に間違われた時の歌」       |                     |
| 16                      | 2025年1月20日  | 新宿ガンツ                         | 司法試験の変な問題               |                     |
| （2025年1月27日は休止） |                |                                    |                                  |                     |
| 17                      | 2025年2月3日   | 藤元達弥（弁護士）                 | 「尋問の注意点」                 |                     |
| 17                      | 2025年2月3日   | 観音日和（僧侶）                   | 住職の長男                       |                     |
| 18                      | 2025年2月10日  | こたけ正義感（弁護士）             | 「デニム」「粉」の定義           |                     |
| 18                      | 2025年2月10日  | コンプライアンス小松﨑（行政書士） | 行政書士は何ができる？           |                     |

## スタッフ
- 演出：吉村慶介
- ディレクター：森山菜央子
- プロデューサー：今野貴之・太田一平
- 編成・営業：柴田尚輝・津島彩子
- 放送作家：山﨑慎太朗
- 企画：さ大臣・324・高崎悠介（タイタン）
- 制作協力：共同テレビジョン
- 制作著作：フジテレビ